# I. Ulászló magyar király
I. Ulászló (lengyelül: Władysław III Warneńczyk; Krakkó, 1424. október 31. – Várna, 1444. november 10.) Lengyelország királya 1434-től, Magyarország királya 1440-től 1444-es haláláig. Apja II. Ulászló lengyel király, a Jagelló-ház jelentős uralkodója, anyja II. Ulászló negyedik felesége, Holszański Zsófia királyné volt. Az első Jagelló a magyar trónon.

## Lengyelország királya
Ulászló elsőszülött fiúként, II. Ulászló uralkodásának 38. évében született, ezért apja azonnali lépéseket tett a trónöröklés biztosítására, de 1431-ig apjának a második, Cillei Annával kötött házasságából született lánya, Hedvig hercegnő volt a trónörökös, hiszen Ulászló herceg nővére III. Kázmér lengyel király dédunokájaként tartott igényt a lengyel trónra, míg Ulászló herceg nem volt a lengyel királyi ház, a Piast-dinasztia leszármazottja. II. Ulászló uralkodása idején Lengyelország Kelet-Európa egyik vezető hatalmává vált, ugyanekkor erre az időszakra esik a lengyel főpapság és főnemesség megerősödése is, így Ulászlónak őket kellett megnyernie célja eléréséhez. Évekig tartó kötélhúzás kezdődött a király és nemessége között, és végül az 1430-ban Jedlniában tartott tárgyalások alkalmával a nemesség újabb privilégiumokat csikart ki magának. Az 1433-ban Krakkóban szentesített törvények drámaian csökkentették a lengyel király hatalmát, többek között a király a nemesség jóváhagyása nélkül nem verethetett új pénzt és a nemeseknek jogukban állt gyűléseik alkalmával a király jelenléte nélkül is intézni az ország ügyeit. Az engedmények megtették hatásukat, mert II. Ulászló halála (1434. június 1.) után fiát III. Ulászló néven Krakkóban lengyel királlyá koronázták. III. Ulászló ekkor még kiskorú volt, ezért a tényleges hatalmat a királyi tanács és elsősorban a nagy befolyással rendelkező krakkói püspök, Zbigniew Olesnicki gyakorolta. Ulászlót 1438 decemberében ismerték el felnőtt korú uralkodónak. 

## Magyar királlyá koronázása
Magyarországon Albert király 1439. október 27-ei halála utat nyitott a nemzeti és udvari pártok trónharcaihoz. Két jelentős párt alakult ki. A Habsburg-pártiak azt akarták, hogy Albert még meg sem született fiúutódja – a későbbi V. (Utószülött) László – kerüljön a magyar trónra. A nagyobb erőt képviselő és a pápa által is támogatott németellenes párt úgy vélekedett, hogy a fenyegető török veszély miatt az ország kormányzását nem lehet egy csecsemőre bízni, ezért Ulászló magyar királlyá koronázását szorgalmazták. 1440. január 1-jén a budai országgyűlés Ulászlót választotta magyar királlyá. Az országgyűlés után magyar bárókból álló küldöttség indult Krakkóba, amely 1440. március 8-án egyezett meg Ulászlóval a magyar királlyá koronázás feltételeiről, ezért Ulászló megválasztásának napját sokszor ezzel a dátummal adják meg. A magyar történelemben ez volt az első alkalom, hogy a köznemességnek döntő szava volt a királyválasztásban. Ulászló királyságát feltételekhez kötötték. Ezek szerint Ulászlónak a koronázás előtt köteleznie kellett magát, hogy visszaadja Magyarországnak a még Zsigmond által elzálogosított szepességi városokat, hogy védelmezni fogja Magyarországot a töröktől, továbbá feleségül veszi Luxemburgi Erzsébet királynét. 
Ekkorra azonban a magyarországi jogi helyzet gyökeresen megváltozott. 1440. február 22-én Komáromban megszületett Habsburg Albert utószülött fia, László. Erzsébet királyné elutasította a magyar rendek javaslatait és az Ulászlóval kötendő házasságot. 
Ulászló 1440. április 21-én lépte át a magyar határt seregével együtt, április 23-tól május 4-ig Késmárkon tartózkodott. Majd Iglón és Eperjesen keresztül Rozgonyi Simon püspökhöz Egerbe ment, ahová május 14-én érkezett meg. 
A közben a Visegrádról titokban elvitt Szent Koronával a három hónapos Lászlót 1440. május 15-én Erzsébet királlyá koronáztatta. V. László koronázása formailag a magyar szokásjog mindhárom feltételének megfelelt: Székesfehérvárott, a magyar Szent Koronával és Szécsi Dénes esztergomi érsek közreműködésével. A Szent Koronán kívül a többi koronázási jelvény hiányzott, de ez nem befolyásolta a koronázás érvényét. 
Ulászló május 19-én érkezett Budára. Az Ulászló-párti nemesek 1440. június 29-én érvénytelennek nyilvánították V. László koronázását és a börtönnel megfenyegetett Szécsi Dénes közreműködésével, egy alkalmi, Szent István székesfehérvári ereklyetartójáról leszerelt koronával 1440. július 17-én királlyá koronázták Ulászlót — az alkalmi korona miatt azonban ez a koronázás a szükséges három feltételből csak kettőnek felelt meg, és az országnak két koronás királya volt. Mivel a rendek többsége Ulászlót támogatta, ő ellenőrizte az ország nagyobb részét, és polgárháború kezdődött.

## Polgárháború
Az V. László és I. Ulászló hívei között zajló belháború 1440-ben kezdődött és – a közben megkötött béke ellenére – gyakorlatilag csak Ulászló halálával ért véget. Ulászló hívei között volt Hédervári Lőrinc nádor (aki átadta Budát), Rozgonyi Simon egri püspök, a zenggi, a boszniai és a szerémi püspökök, Thallóczi Máté Horvátország, Dalmácia és Szlavónia bánja, Perényi János tárnokmester, Marczali János, Marczali Imre főasztalnok, Pálóczi László főajtónálló, Báthori István országbiró, Thallóczi Frank és Ország János, az egyik leggazdagabb magyar főúr, Újlaki Miklós (aki átállt Ulászló mellé) továbbá a bárói családok közül a Rozgonyi, a Hédervári és a Pálóczy. Ebben az időszakban indult Hunyadi János szörényi bán felfelé ívelő karrierje, aki a kezdetektől Ulászlót támogatta bár még nem tartozott az első vonalba. V. László és Erzsébet mellett Cillei Ulrik, horvát-szlavón bán, valamint a Garai család, Szécsi Dénes esztergomi érsek, Veszprém és Győr püspökei álltak. 
Erzsébet királyné V. László koronázása után Győrből átköltözött Pozsonyba a koronával együtt. Győrben hagyta Cillei Ulrikot, valamint egy cseh és német zsoldosokból álló erős helyőrséget. Ulászló lengyel–magyar hadserege megtámadta Győrt és június 15. körül bevette. A lengyel seregrész vezére Jan Čapek ze Sán cseh nemes és Drslav Włostovský, a magyaré Rozgonyi Simon volt. 
Erzsébetnek sikerült megnyernie támogatónak Jan Giskra cseh zsoldosvezért, aki 1440-ben már Észak-Magyarország tekintélyes részét uralma alatt tartotta, és tízezer fős hadserege Erzsébet fegyveres erejének jelentős részét alkotta. Giskra északi hadműveleteivel gyakorlatilag elvágta Ulászló kapcsolatát Lengyelországgal. A belháború egyetlen jelentős csatáját 1441. január elején Bátaszék mellett vívták, ahol a Hunyadi János vezette csapatok döntő győzelmet arattak Garai László serege felett. Ulászló hívei ezután kisebb ütközetekben fokozatosan szorították vissza a Habsburg-barát erőket, csak Giskra erőit nem sikerült kiszorítani felső-magyarországi állásaikból. Mivel az elhúzódó harcok nem hoztak eredményt, a felek 1442. december 14-én békét kötöttek, melynek értelmében Ulászló eljegyezte Luxemburgi Erzsébet királyné idősebb, akkor tízéves lányát, Habsburg Anna hercegnőt. A fegyverszünet megkötése után öt nappal Erzsébet magyar királyné meghalt.

## Törökellenes harcok

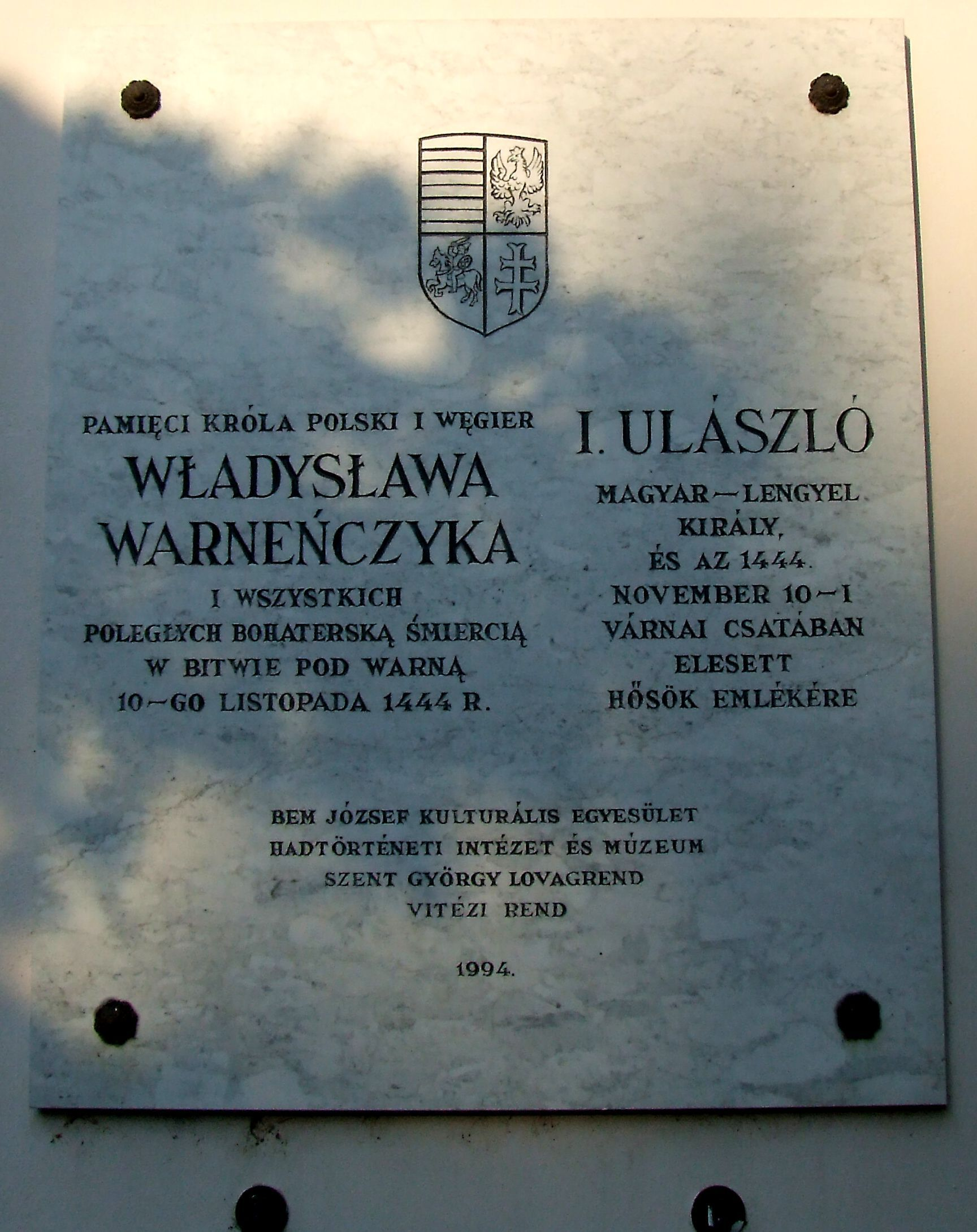
Emléktáblája:
Hadtörténeti Múzeum

A belháborúkban szerzett érdemei elismeréseként Ulászló 1440 végén erdélyi vajdává, temesi ispánná és Nándorfehérvár főkapitányává nevezte ki Hunyadi Jánost. Hunyadi ezzel a törökellenes harc teljes frontszakaszának parancsnoka lett. 1443 őszén Ulászló és Hunyadi együtt vezette azt a sikeres hadjáratot, amelyet a történetírás hosszú hadjáratnak nevez. A jelentős győzelmek felébresztették a törökök elleni döntő csapás reményét. A II. Murád szultánnal 1444. június 12-én Drinápolyban kötött, magyar szempontból igen előnyös békeszerződés ellenére az Ulászló és Hunyadi János vezette keresztény had 1444. szeptember 22-én támadó hadjáratot indított a törökök ellen. A béke ugyanis fizikailag lehetetlen feltételeket tartalmazott a törökökre nézve, például minden átadásra kerülő várat nyolc napon belül kellett volna kiüríteni, és ezt a törökök nem is tudták teljesíteni. II. Murád azonban a vártnál gyorsabban reagált, és 1444. november 10-én a várnai csatában döntő vereséget mért a támadókra. A csatában életét vesztette Ulászló király is. 
A király holttestét nem találták meg, a török krónikák szerint levágták a fejét és közszemlére tették. Pietro Ransano krónikás szerint a király a combján és karján kapott sebet, és arról tudósít, hogy egyesek szerint túlélte a csatát. Ennek alapján és más utalások miatt időnként felkapott témává válik, hogy Ulászló tovább élt, és Cipruson keresztül Portugália partvidékére utazott, ahol aztán leélte életét, megnősült, és húsz évvel később halt meg.

## Emléke Bulgáriában

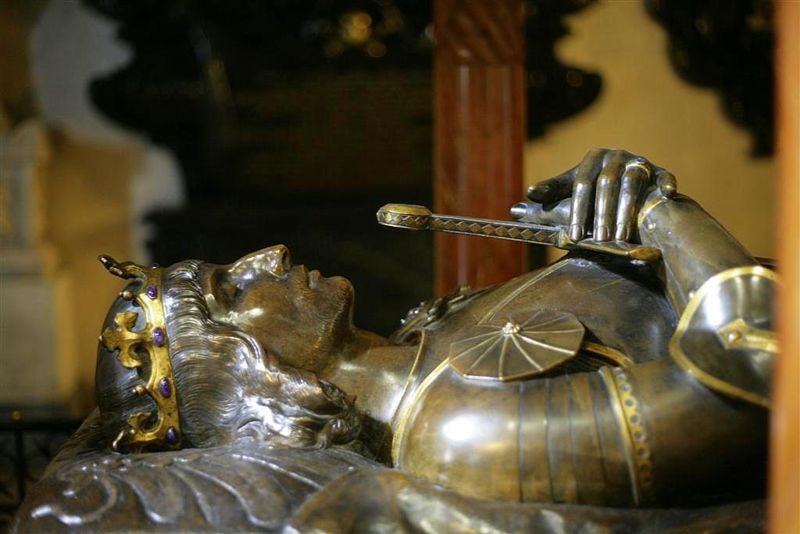
I. Ulászló szimbolikus síremléke a waweli székesegyházban

Várna legfontosabb körútját I. Ulászlóról nevezték el (Bulevard Vladislav Varnencsik), egy másik fontos körútját Hunyadi Jánosról (Bulevard Jan Hunyad). I. Ulászló emlékére pedig 1924-ben mauzóleum-emlékparkot alapítottak, ahol felállították a király jelképes síremlékét (kenotáfiumát).

## Családfa
| Olgierd sz. kb. 1296. † 1377. május | Olgierd sz. kb. 1296. † 1377. május |                                          |                                          | Julianna Twerska sz. 1320-ban vagy később † 1392 tavasza | Julianna Twerska sz. 1320-ban vagy később † 1392 tavasza |  |  | Andrzej Holszański | Andrzej Holszański |                                                |                                                | Aleksandra Drucka | Aleksandra Drucka |
|                                     |                                     |                                          |                                          |                                                          |                                                          |  |  |                    |                    |                                                |                                                |                   |                   |
|                                     |                                     |                                          |                                          |                                                          |                                                          |  |  |                    |                    |                                                |                                                |                   |                   |
|                                     |                                     | II. Ulászló sz. kb. 1351. † 1434. VI. 1. | II. Ulászló sz. kb. 1351. † 1434. VI. 1. |                                                          |                                                          |  |  |                    |                    | Zofia Holszańska sz. kb. 1405. † 1461. IX. 21. | Zofia Holszańska sz. kb. 1405. † 1461. IX. 21. |                   |                   |
|                                     |                                     |                                          |                                          |                                                          |                                                          |  |  |                    |                    |                                                |                                                |                   |                   |
|                                     |                                     |                                          |                                          |                                                          |                                                          |  |  |                    |                    |                                                |                                                |                   |                   |
|                                     |                                     |                                          |                                          |                                                          |                                                          |  |  |                    |                    |                                                |                                                |                   |                   |

|  |  |  |  | I. (III.) Ulászló sz. 1424. X. 31. † 1444. XI. 10. |  |  |  |  |  |
|  |  |  |  |                                                    |  |  |  |  |  |